# عماد أحمد (سياسي كردي)
عماد أحمد سيفور سياسي كردي يشغل منصب نائب رئيس مجلس الوزراء في حكومة اقليم كردستان. من مواليد مدينة خانقين سنة 1955 حاصل على الشهادة الجامعية. انضم إلى جماعة رنجدران اليسارية ثم التحق بالثورة الكردية بقيادة جلال الطالباني عام 1983. بعد مؤتمر اربيل للحزب الاتحاد الوطني الكردستاني عام 1993م تدرج إلى القيادة وبعدها بسنة أصبح عضوا بالمكتب السياسي للحزب. شغل حقائب وزارة الصحة والاشغال قبل ان يتسنم منصب نائب رئيس الحكومة في إدارة السليمانية. وبعد ان توحدت ادارتا اربيل والسليمانية بعد 1998 شغل مناصب وزارية اهمها نائب رئيس الحكومة في الحقيبة الوزارية الخامسة، ونائب لرئيس الوزراء بين أبريل 2009 و27 أكتوبر 2009، وهو يشغل نفس الحقيبة في الوزارة الحالية السابعة.